# Władisław Surkow
Władisław Juriewicz Surkow (ros. Владисла́в Ю́рьевич Сурко́в, ur. 21 września 1964 w Sołncewie) – rosyjski polityk i przedsiębiorca. Twórca pojęcia suwerenna demokracja i inicjator powołania proputinowskiej młodzieżówki Idący Razem, przekształconej później w organizację Nasi. Rzeczywisty radca stanu Federacji Rosyjskiej I klasy.
Syn Rosjanki i Czeczena. Na początku lat 90. XX w. pracował jako szef działu reklamy w banku Menatep, a następnie w Rospromie i Alfa Banku. W roku 1998 rozpoczął pracę jako szef PR w telewizji ORT, a rok później pracował już w administracji prezydenta Borisa Jelcyna. Do 2020 pozostawał współpracownikiem prezydenta Władimira Putina. Postrzegany był jako jeden z głównych socjotechników i szara eminencja Kremla.
W marcu 2014 roku Surkow został objęty przez Unię Europejską sankcjami z powodu organizacji działań na Krymie, w wyniku których lokalne społeczności krymskie zostały zmobilizowane do aktów podważających władzę ukraińską na Krymie.
Po rozpoczęciu rosyjskiej inwazji na Ukrainę uznał, że zwycięstwem byłoby militarne lub dyplomatyczne zmiażdżenie Ukrainy, którą określił jako sztuczny byt polityczny. Stwierdził też, że Russkij mir nie ma granic i postulował zwiększenie terytorium Federacji Rosyjskiej kosztem terytorium Ukrainy.